# 雙光子吸收

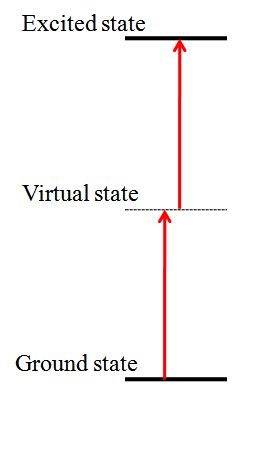
双光子吸收的模式图

雙光子吸收（英語：Two-photon absorption）是指原子或分子同時吸收兩個光子而躍遷到高能階的現象。在這個情況下，能階之間的能量差正好等於吸收光子的總能。雙光子吸收需要使兩個光子與分子同時反應，因此反應機率遠小於一般的單光子吸收，它的機率正比於光強度的平方，因此歸屬於非線性光學的範疇。關於雙光子吸收的討論可溯至玛丽亚·格佩特-梅耶1931年的博士論文，但當時雷射尚未發明，因此難以達到雙光子吸收所需的光強度。實際的實驗一直到1960年代才被實現。